# Gnejusz Domicjusz Korbulon

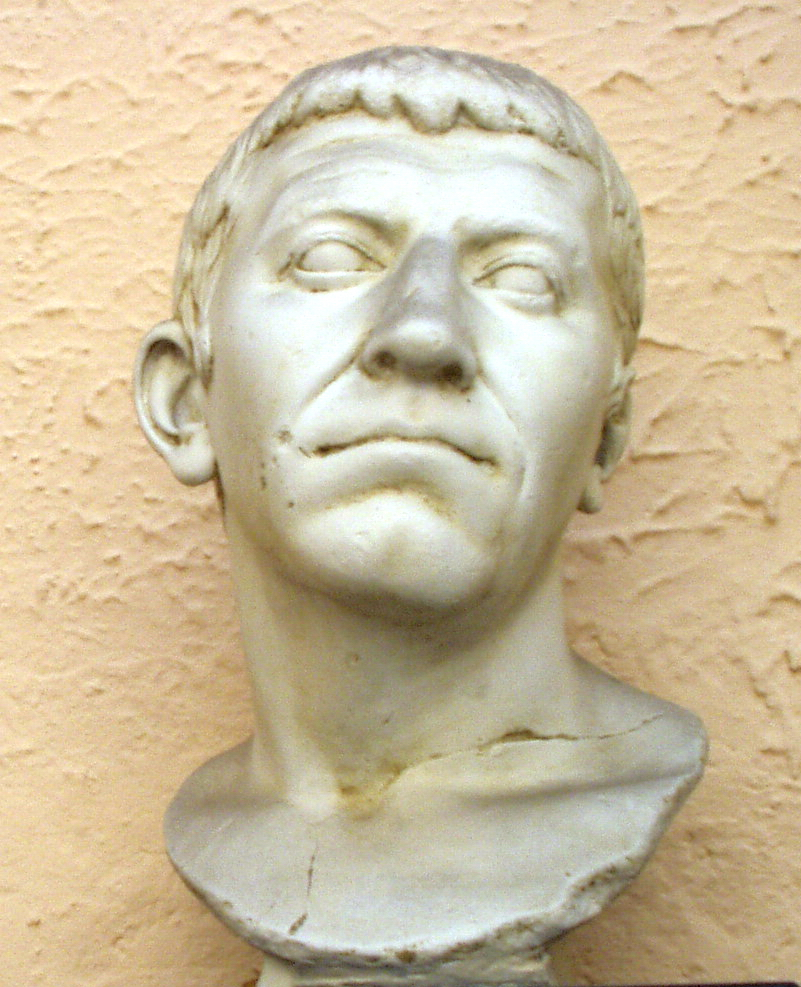
Korbulon

Korbulon, właściwie Gnaeus Domitius Corbulo (? – 67 r. n.e.) – urodzony w Peltuinum (współcześnie S. Paolo di Peltuino, małe miasteczko we wschodnich Apeninach) rzymski wódz. Pochodził z arystokratycznej linii rodu Domicjuszów. 
Był pierworodnym synem Gnaeusa Domitiusa Corbulo (to samo imię) i Vistilii. Jego ojciec po odbyciu apretury został senatorem za rządów Tyberiusza, zaś w 39 r. n.e. sprawował konsulat wraz z cesarzem Gajuszem Kaligulą.
Jego przyrodnia siostra Milonia Caesonia była czwartą żoną cesarza Kaliguli. Żoną Korbulona była Cassia Longina, natomiast jego druga córka Domicja Longina była żoną cesarza Domicjana. 
Za panowania cesarza Klaudiusza Korbulon dowodził wojskami rzymskimi armii Renu w prowincji Germania Inferior. Pokonał germańskie plemiona Cherusków i Chauków zamieszkujących tereny między Elbą i Wezerą nad Morzem Północnym. Następnie sprawował konsulat (rok nieznany) i namiestnictwo prowincji prokonsularnej - Azja (Anatolia - zach. część płw. Azja Mniejsza). W 55 r. został mianowany przez Nerona naczelnym wodzem wojsk rzymskich na Wschodzie (trzon armii stanowiły legiony - III Gallica, VI Ferrata i X Fretensis). 
Wobec narastającego konfliktu Rzymu z Partami o Armenię zreorganizował armię. Na rozkaz cesarza rozpoczął ofensywę, gdy Partowie usunęli z tronu Armenii przyjaznego Rzymowi króla Radamisa i osadzili Tiridatesa I, brata króla Partii Wologazesa I. Korbulon przekroczył Eufrat i w 58 r. zdobył stolicę Armenii Artaksatę, a w 59 r. zajął drugie co do wielkości miasto Tigranocertę. Po opanowaniu Armenii osadził na tronie sprzyjającego Rzymowi Tigranesa VI. W 60 r. otrzymał namiestnictwo prowincji Syria. 
W 61 r. Partowie wygnali Tigranesa II i pokonali armię rzymską dowodzoną przez Cezeniusza Petusa (Lucius Caesennius Paetus), konsula roku 61 i namiestnika Kapadocji. Korbulon ponownie otrzymał dowództwo nad armią Wschodu w 63 r. i pokonał Partów zmuszając Tiridatesa I do przyjęcia rzymskiego zwierzchnictwa (zmusił go również do oddania diademu królewskiego). Armenia pozostała formalnie niezależna, jednak jej król przyjął koronę z rąk cesarza rzymskiego Nerona. 
W 67 r. na skutek knowań pałacowych, cesarz Neron zaniepokojony wzrastającą popularnością Korbulona zmusił go do popełnienia samobójstwa. 